# Síncopa (figura literaria)
La síncopa (del griego, syn- + kopein, “cortar, reducir”) es una figura literaria de dicción que consiste en la supresión de algún sonido dentro de una palabra. Se basa en el fenómeno lingüístico de la síncopa.
Como ejemplos claros de lo anterior, podríamos enunciar las palabras "adviento" y "navidad", de connotación evidentemente religiosa-cristiana; puesto que la primera sufre la modificación de "advenimiento" y la segunda de "Natividad"; siendo que el "adviento" es el primer período del año litúrgico cristiano, que consiste en un tiempo de preparación espiritual para la celebración del nacimiento de Cristo, y la "Navidad" es la solemnidad cristiana, que conmemora el nacimiento de Jesucristo.
- Datos: Q3961440